# Necry Talkie
Necry Talkie （日：ネクライトーキー，罗马字：Nekurai Tōkī）是一支日本摇滚乐队。厂牌隶属于No Big Deal Records 。

## 概述
乐队成员朝日曾是以“石风吕”之名的VOCALOID制作人，同时也是乐队“当代生活”的主唱兼吉他手。他希望在乐队中用女声第一次演唱以“石风吕”之名发表的乐曲，因此在2017年成立了这个乐队。他邀请了新的主唱Mossa，其他成员则是“当代生活”乐队的成员。 2019年，一直担当后援的中村郁香正式加入，并延续至今。

## 成员
- Mossa（もっさ，1994年9月19日（30歲）－）
  - 担任主唱和吉他手。
  - 为一部分歌曲作词作曲。
  - 还活动于乐队“Aerial Scoppy”，担任主唱、吉他和作词作曲。
  - 以前，她以Higa的名义在Niconico动画上发表歌曲，但在Necry Talkie活动开始的同时，相关影片被删除，因此实际上已经退圈[2] 。
  - 她还为CD和夹克等商品制作画作[3]。
  - 为朝日以“石风吕”的名义发表的专辑提供淡入淡出时的旁白。

- 朝日（日语：／ Asahi，1990年7月23日（35歲）－）
  - 担任吉他手。
  - 真名是朝日廉（日语：／ Asahi Ren）。
  - 担任几乎所有曲目的词曲创作（未收录的歌曲除外）。
  - 负责乐队“当代生活”的主唱和吉他手，并负责所有歌曲的词曲创作。在这个乐队也以真名活动。
  - 使用“石风吕”作为Vocaloid制作人活动。Necry Talkie也自翻唱石风吕的歌曲。
  - 与Mossa一样，他还为CD，夹克等商品制作画作。
  - KANA-BOON的官方吉祥物“Asahi Ren”的名字取自他的名字。 [4]

- 藤田（日语：／ Fujita，1990年8月2日（35歲）－）
  - 担任贝斯手。
  - 真名是藤田彩（日语：／ Fujita Aya）。
  - 是吉他手朝日的同学，也是同一个轻音乐部的成员。
  - 和朝日相同，也作为乐队“当代生活”的成员活动。
  - 和中村有很长时间的友情，并邀请了她作为后援成员。

- Kazuma Takei（カズマ・タケイ，1989年8月29日（35歲）－）
  - 担任鼓手。
  - 作为乐队“当代生活”的后援成员活动。
  - 乐队“Wagamama College”的前成员。

- 中村郁香（日语：／ Nakamura Ayaka，4月22日－）
  - 担任键盘手。
  - 昵称是“むーさん”。
  - 从第一次现场开始就作为后援陪同参加巡回演出。2019年3月15日在“Okie Talkie!全国编「〆」”梅田香格里拉演出时正式加入[5] 。

## 历史

### 2017年
- 朝日在3月邀请其他三名成员（除去中村）[6]。
- 8月18日，在北堀vijon俱乐部举行了首次现场表演，100张限量第一张demo单曲《タイフー!》在会场发布，音乐视频也在YouTube上发布，开始了全面活动。
- 11月10日，第2张demo单曲《だけじゃないBABY》主打曲《だけじゃないBABY》的MV在YouTube公开。
- 11月17日，在北堀vijon俱乐部，首次举办了自主组织的现场演唱会“Okie Talkie! vol.1大阪编”，发行了第2张demo单曲《だけじゃないBABY》 [6] 。
- 11月25日，在名古屋工业大学举办的“第55届工大LIVE FES 2017延长战”中登场。在爱知县的学园祭上进行了首次现场演出。
- 12月8日，在下北泽ERA举办了首次自主组织的现场演唱会“Okey Talkie! vol.1东京编”。

### 2018年
- 2月1日，“Okie Talkie! vol.1东京编” 中出现的歌曲《ジャックポットなら踊らにゃソンソン》的现场视频在YouTube上发布。
- 2月28日，3个月连续MV公开企划第一弹《許せ!服部》 在YouTube上发布[6] 。
- 3月31日，在美国村clapper举办的“不透明人间战争 大阪编”中登场。同一天，3个月连续MV公开企划第二弹《オシャレ大作戦》在YouTube公开 [6] 。
- 4月30日，3个月连续MV公开企划第三弹《涙を拭いて》 在YouTube上发布 [6] 。
- 5月11日，第一次独立现场演唱会“Go Go Talkies”在北堀vijon俱乐部举办, 并发行了第3张Demo单曲《オシャレ大作戦》。
- 5月18日在下北泽BASEMENT BAR 现场直播“Go Go Talkies！”。举行。
- 7月13日，于福岛LIVE SQUARE 2nd LINE的Fish Life企划中的“太平洋大作战6”中登场。这是第一次双人现场演唱会。
- 同年10月15日和12月5日发行第一张全长专辑《ONE!》。为了纪念，3个月连续MV公开企划第四弹《めっちゃかわいいうた》也在YouTube发布[6] 。新专辑的内容也被公布[7] 。
- 11月8日在新荣RAD SEVEN举办独立演唱会“Go Go Talkies!”。
- 11月25日，在涩谷eggman举行自主组织的现场演唱会《Okie Talkie! vol.2”举行。在会场，第一张完整专辑《ONE!》首发并售完。
- 12月5日，第一张全长专辑《ONE!》的全国流通盘发售[8] 。

### 2019年
- 1月12日，在心斋桥VARON举办“Okie Talkie!全国编”，开始了第一张完整专辑《ONE!》的发布巡演。
- 3月15日，在“Okie Talkie!全国编「〆」“梅田香格里拉演出时，从创立开始就负责键盘后援的中村郁香正式加入乐队。
- 7月24日，发行第一张迷你专辑《MEMORIES》 [9] 。
- 8月24日，在札幌BESSIE HALL举行“Go Go Talkies!全国编”，并开始第一张迷你专辑《MEMORIES》的发行巡演，至9月7日在涩谷CLUB QUATTRO，总计6个地点6场演出。
- 9月23日，在赤坂BLITZ举办了《MEMORIES》发行巡演的追加表演，名为“Go Go Talkies!全国编「〆」”。同时。宣布将于2020 年加盟索尼音乐[10] 。在 Twitter 帐户上宣布厂牌隶属将是Sony Music Associates Records。 [11]

### 2020年
- 1月29日，专辑《ZOO!!》在主要厂牌Sony Music Associated Records下发布，是乐队的正式出道主打专辑[12] [13]。

### 2021年
- 5月19日，发行第二张主打专辑，第四张专辑《FREAK》 [14] 。

## 作品

### 正式专辑

#### 放送发布
|      | 发售日         | 标题                    | 注释 |
| ---- | -------------- | ----------------------- | ---- |
| 第一 | 2020年10月28日 | 誰が為にCHAKAPOCOは鳴る |      |

## 合作
| 曲名                      | 合作                                       |
| ------------------------- | ------------------------------------------ |
| 明日にだって              | 日本广播公司“九十九的通宵日本”第二片头曲   |
| 誰がためにCHAKAPOCOは鳴る | 电视动画《秘密结社鹰之爪~黄金咒语~》片头曲 |
| ふざけてないぜ            | 电视动画《女朋友，女朋友》片头曲           |

## 脚注